# Limbă vorbită
O limbă vorbită este o limbă ale cărei cuvinte sunt pronunțate (exprimate prin viu grai = voce) de cunoscătorii acesteia. Aproape toate limbile sunt vorbite.
Înțelesul expresiei „viu grai” este foarte larg. De regulă, limbile indo-europene se vorbesc prin emiterea unui șir de consoane și vocale grupate în silabe de diverse durate, mai mult sau mai puțin accentuate. Prin comparație, alte limbi vorbite se bazează pe mecanisme fiziologice care pot fi foarte diferite. În limbile tonale (cum ar fi toate dialectele limbii chineze, alte limbi din Asia, cîteva limbi din Africa și cele două Americi, și într-o măsură mai mică limbile lituaniană, norvegiană, slovenă, etc.) intonația joacă un rol esențial în transmiterea înțelesului cuvintelor. În anumite limbi africane și una din limbile indigene australiene, în afară de vocale și consoane se mai folosesc numeroase tipuri de „clicuri,” sunete produse prin blocarea și eliberarea rapidă a fluxului de aer în cavitatea orală. Alte cîteva limbi (limba japoneză, limba greacă veche, etc.) prezintă un accent muzical (engleză pitch accent) care asociază fiecărei silabe o anumită înălțime muzicală.
Un caz special este și limba populației guanșe de pe insula La Gomera din arhipelagul atlantic al Insulelor Canare, care ține de Spania. În spaniolă această limbă se numește El Silbo (fluieratul), deoarece limba nu se rostește ci se fluieră după un anumit sistem, pentru a fi auzită la mari distanțe. În școlile de pe insula La Gomera această limbă chiar se predă, pentru păstrarea și cultivarea tradiției.
Termenul de "limbă vorbită" a fost introdus pentru a pune în evidență contrastul cu limbile scrise. Cele mai multe limbi moderne au ambele forme de exprimare: vorbită și scrisă, iar diferența dintre aceste forme este uneori foarte mare.
Exemple de limbi care fac excepție de la regulă:
- Limbile rome, multe limbi din Africa, etc., sunt adesea doar limbi vorbite, cei mai mulți vorbitori nepracticând versiunea scrisă a acestor limbi.
- Limbajele folosite de surdomuți nu au, de obicei, nici formă vorbită, nici formă scrisă, cu excepția unor încercări academice de scriere a acestora, cu succes deocamdată limitat.
- Limbajele de programare, care nu sunt limbi naturale, au doar varianta scrisă.

## Apariția limbii vorbite
Oamenii de știință consideră, în prezent, că limba vorbită modernă a apărut în urmă cu circa 50.000 de ani.
Într-o lucrare elaborată de specialiști olandezi de la „Institutul de Psiholingvistică Max Plank” și publicată la 5 iulie 2013 în revista „Frontiers in Language Sciences”, aceștia au avansat teoria că omul de Neanderthal (Homo neanderthalensis) a interacționat și s-a încrucișat cu omul modern, fapt dovedit de rezultatele studiului Proiectul Genomului Neanderthal, care a demonstrat că omul de Neanderthal are o parte din DNA comună cu omul modern, ei având în comun și elemente de vorbire și limbaj.
Pe baza acestei constatări, începuturile limbii vorbite moderne au fost reconsiderate, fiind emisă teoria că acestea se plasează în urmă cu circa 1,8 milioane de ani, în perioada cuprinsă între apariția Homo sapiens și apariția Homo heidelbergensis.